# Quang Minh, Kiến Xương
Quang Minh là một xã thuộc huyện Kiến Xương, tỉnh Thái Bình, Việt Nam.
Xã có diện tích 4,81 km², dân số năm 1999 là 5.124 người, mật độ dân số đạt 1.065 người/km².